# Danza prima
La danza prima es un tipo de danza casi exclusiva de Asturias. Se trata de un baile colectivo en el que los miembros forman un corro que va bailando al son de la música y en el que sus miembros cantan a capela la tonada. Los miembros van unidos de los meñiques que se mueven rítmicamente al de la canción y en concordancia con los pies, girando lentamente en sentido inverso a las agujas del reloj. Las danzas se bailan durante todo el año en diferentes zonas y normalmente a estos bailes se les denomina danza, pero cabe destacar cinco en especial al año, las cuales tiene gran tradición en Asturias y son el referente de la danza prima. Estas cinco danzas tienen lugar en distintas poblaciones de Asturias, y se denominan como el nombre del santo/santa del día en que se celebra su onomástica y son la de San Juan (en Mieres), Santa Ana (en Naves de Llanes), San Pedro, y Carmen.

## Danzas más importantes
En Avilés tiene gran tradición la Danza Prima, donde se baila en diferentes fechas del año: el 23 de junio, festividad de San Juan, se danzaba alrededor de la hoguera que tradicionalmente se celebra en la Plaza de Pedro Menéndez; el 28 de junio, víspera de San Pedro y San Pablo; el 16 de julio, para celebrar la Virgen del Carmen y el 26 de julio, festividad de Santa Ana. En ocasiones también se danza el día de San Agustín, llamándose propiamente Danza de San Agustín, a las doce en punto del 28 al 29 de agosto.

### Danza de San Juan
Se celebra la noche de San Juan, a las doce en punto del 23 al 24 de junio. La hoguera se enciende en la Plaza de Pedro Menéndez, al lado del Parque del Muelle, y la gente forma varios círculos concéntricos para bailar. Antiguamente se dejaba a la hoguera encendida en el centro de todos ellos, pero tal costumbre se cambió para bailar cerca de la hoguera en vez de en torno a ella, en lados opuestos de la gran fuente que corona la plaza. Tal cambio hizo incluir a los niños en la danza prima, bailando en el círculo más interno (y el más pequeño).

#### Letra de la canción
La gente empieza diciendo :
"Noche de San Juan querida,
dormirasla con cuidado"
y luego a se canta :
Coro: En la foguera del Cristo
Todos: Noche de San Juan querida
En la foguera del Cristo
Dormierasla con cuidado.
En la foguera del Cristo
robaron una casada.
Va diciendo el que la lleva
Noche de San Juan querida
Va diciendo el que la lleva
Dormirasla con cuidado
Va diciendo el que la lleva Adiós,
que no llevo nada.
Va diciendo el que la lleva Adiós,
que no llevo nada.

### Danza de San Pedro
Se celebra el día de San Pedro, a las doce en punto del 28 al 29 de junio. Tiene fuerte tradición en Avilés, y antiguamente se iniciaba la danza en la Plaza de Pedro Menéndez, donde transcurrido un tiempo el círculo se transformaba en una hilera que avanzaba por las calles de la Villa haciendo el recorrido de la calle de la Muralla, la Cámara por su parte peatonal, la plaza de España (también conocida como El Parche), calle Rivero y llegaba hasta la  mitad de la calle en dónde se encuentra la capilla de San Pedro al lado de la fuente de Rivero.
Hoy en día la danza empieza en la Plaza de España, enfrente del ayuntamiento, y el círculo se convierte en dos hileras, frente a frente, que lentamente se mueven a la calle Rivero y avanzan por ella para llegar a la capilla como antaño. Mientras se danza se va cantando : 

#### Letra de la canción
El corro comienza con el viva:
"Viva Jesús y San Pedro
y el Santo Cristo de Rivero"
Después de esto la gente empieza con la danza cantando :
Andai mozos a danzar
non gastéis tanta fachenda,
tan buenos son los que danzan
como los quedan fuera.
Alrededor de la danza
tengo yo firme esperanza;
de la danza alrededor
tengo yo mi firme amor.
Les parrandes son de noche.
Todes salen de Galiana
y todes van a parar
a casa de Chichilana.
En casa la Chichilana
faen el café ´n una olla,
cuélenlo por una media
y dicen que sabe a gloria.
Es el barrio de Sabugo
un barrio muy puñetero.
Todo me huele a besugo
y a suela de zapatero.
En la foguera del Cristo
robaron unes madreñes.
Va diciendo el que les lleva:
No me valen, son pequeñes.
Les parrandes son de noche,
todes salen de Galiana.
Y todes van a parar,
a casa la Chichilana.
En casa la Chichilana,
faen café en una olla.
Cuélenlo por una media,
y dicen que sabe a gloria.
Tente Rosa que me caigo,
de la peña que resbaló.
Tente que me caigo Rosa,
de la peña resbalosa.
Aquí los dengues no danzan,
los melandros quedan fuera.
Qué si los dengues danzaran,
no habría dichos de afuera.
San Pedro como era calvo,
le picaban los mosquitos.
Y Cristo le regaló,
un sombrero de tres picos.
San Pedro como era calvo,
a Cristo le pidió un pelo.
Y Cristo le respondió,
déjate los pelos Pedro.
Aire que lleva mi majo,
la montera pico abajo.
Aire que mi majo lleva,
pico abajo la montera.
Estaba royendo un hueso,
con tal gracia una perrita.
Y como tan duro estaba,
con la patita le daba.

### Danza del Carmen
Se celebra el día del Carmen, a las doce en punto del 16 al 17 de julio. Al ser la patrona del mar se canta también la salve marinera. Se comienza la noche en la iglesia de San Nicolás de Bari en donde se encuentra la imagen de la Virgen del Carmen, a la imagen se le canta la salve popular y la canción marinera de "Estrella de los mares". Este ritual se repite también con la imagen existente en una hornacina de la calle Galiana. Una vez concluidas las salves la gente baja a la plaza de España, donde da comienzo la danza prima.

#### Letra de la canción
El corro comienza con el viva los huevo :
"Viva la Virgen del Carmen
patrona de la marina"
Después de esto la gente empieza con la danza cantando :
Quien dirá que no es una,
la rueda de la fortuna.
Quien dirá que no son dos
la campana y el reloj.
Quien dirá que no son tres,
dos prusianos y un francés.
Quien dirá que no son cuatro,
tres escudillas y un plato.
Quien dirá que no son cinco,
tres de blanco y dos de tinto.
Quien dirá que no son seis,
los amores que teneis
Quien dirá que no son siete,
seis sotanas y un bonete.
Quien dirá que no son ocho,
siete carneros y un mocho.
Quien dirá que no son nueve,
ocho galgos y una liebre.
Quien dirá que no son diez,
nueve condes y un marqués.
Quien dirá que no son once,
diez y medio y un vizconde.
Quien dirá que no son doce,
las que dan a media noche.
Dejo doce y voy a once,
diez y medio y un vizconde.
Dejo once y voy a diez,
nueve condes y un marqués.
Dejo diez y voy a nueve,
ocho galgos y una liebre.
Dejo nueve y voy a ocho,
siete carneros y un mocho.
Dejo ocho y voy a siete,
seis sotanas y un bonete.
Dejo siete y voy a seis,
los amores que teneis.
Dejo seis y voy a cinco,
tres de blanco y dos de tinto.
Dejo cinco y voy a cuatro,
tres escudillas y un plato.
Dejo cuatro y voy a tres,
dos prusianos y un francés.
Dejo tres y voy a dos,
la campana y el reloj.
Dejo dos y voy a una,
y me quedó sin ninguna.
La vara de la justicia,
la tiene quien la merece.
La tiene el señor alcalde,
y en sus manos resplandece.
Cinco mil y más murieron,
en la trincha de un calzón.
Cuando allí murieron tantos,
qué habría en el camisón.
Barrio de Sabugo hermoso,
quien te pudiera poner.
Cuatro columnas de plata,
y en medio un San Bernabé.
Mal haya quien puso el puente,
para pasar a la Villa.
Sabiendo que hay en Sabugo,
la flor de la maravilla.

### Danza de Santa Ana
Se celebra el día de Santa Ana, a las doce en punto del 26 al 27 de julio en la Plaza de La Merced, en su cruce con las calles Florida y Pedro Menéndez, al lado de la Iglesia de Santo Tomás de Cantorbery (también llamada Iglesia Nueva de Sabugo). 

#### Letra de la canción
El corro comienza con el viva:
"Viva Santa Anina hermosa
viva la Virgen María"
Después de esto la gente empieza con la danza cantando :
Andai mozos a danzar,
non gastéis tanta fachenda.
Tan buenos son los que danzan,
como los que quedan fuera.
Alrededor de la danza,
tengo yo firme esperanza.
De la danza alrededor,
tengo yo mi firme amor.
El puente San Sebastián,
allí si que fue risión.
Por ver al pobre Chamorro,
corriendo tras un gorrión.
En la foguera de Cristo,
robaron unes madreñes.
Va diciendo el que las lleva,
no me valen son pequeñes.
En la foguera del Cristo,
robaron un cobertor.
Va diciendo el que lo lleva,
ojalá fuera mejor.
En la foguera del Cristo,
robaron una casada.
Va diciendo el que la lleva,
adiós que no llevo nada.
Salieron de la Coruña,
cuatro con cuatro escopetas.
Y no pudieron coger,
a un cojo con dos muletas.
Un ciego estaba mirando,
cómo una casa quemaba.
Un mudo llamaba gente,
y un cojo carreaba el agua.
Hilo señora tenderá,
hilo que no pido seda.
Señora tenderá hilo,
hilo que seda no pido.
De lo más alto de cielo,
cayeron nueve claveles.
Tres Pepes y tres Antonios,
y tres queridos Manueles.
Es el barrio de Sabugo,
un barrio muy puñetero.
Todo me huele a besugo,
y a suela de zapatero.
Por madrugar a la leche,
a la Luz por la mañana.
Tanto quise madrugar,
que amaneciome en la cama.
De Asturias la mejor flor,
es la Villa de Avilés.
lo dijeron Campoamor,
y el gran Palacio Valdés.
Salen de la Macarena,
un fraile y una morena.
De la Macarena salen,
una morena y un fraile.

## Cudillero
La danza prima en Cudillero tiene variantes respecto a la de otras poblaciones de Asturias. Podemos distinguir tres tipos: 
- Giraldillas: Son danzas sobre temas bastante variados desde los alegras hasta los sentimentales, desde los picarescos a los inocentes. Se empieza la canción suavemente acabando en animadamente.
- Temperendengue: Parecido a la anterior pero mucho más activa y viva
- El Perlindango: Es el más exclusivo y bailado en la zona, bailado solo por mujeres que se disponen formando un corro. La primera parte es una giraldilla en las que las letras son picantes y con doble sentido y en la segunda, mueven vivamente el mandil o «perlindango»

## Enlaces
- Página del conservatorio de danza de Asturias
- Página con diferentes danzas de Asturias

- Datos: Q8353845